# Ordre civil et militaire de l'Aigle romain
L'ordre civil et militaire de l'Aigle romain était un ordre chevaleresque accordé par le royaume d'Italie jusqu'en 1943 et par la République sociale italienne jusqu'en 1945.

## Histoire

### Dans le royaume d'Italie
L'Ordre a été institué par Vittorio Emanuele III de Savoie, qui en fut le seul grand maître, le 14 mars 1942, afin de récompenser les étrangers ayant acquis des mérites envers l'Italie pour des mérites civils ou militaires.
Fondé à l'époque du régime fasciste, l'ordre n'a plus été conféré après la chute du fascisme, puis a été définitivement supprimé par un décret du lieutenant du Royaume Umberto II le 5 octobre 1944.

### Dans la République sociale italienne
Un autre ordre de l'Aigle romain, civil et militaire, distinct, a été créé dans la République sociale italienne par Benito Mussolini, par un décret spécial du 2 mars 1944, en conservant le nom et les insignes de celui du royaume d'Italie, ce dernier modifié par le remplacement des symboles monarchiques par ceux du fascisme républicain.
Alors que l'ordre civil et militaire de l'Aigle romain du royaume d'Italie était réservé aux seuls étrangers qui s'étaient montrés dignes de la nation italienne, l'ordre civil et militaire de l'Aigle romain de la République sociale italienne n'avait aucune limite de nationalité, étant attribué aussi bien aux citoyens italiens qu'aux étrangers.
Cet ordre de l'Aigle romain s'est éteint en 1945 avec l'extinction de la République sociale italienne, qui en constituait le Fons honorum. Comme toutes les autres distinctions, décorations et médailles de la République sociale italienne, l'ordre n'a pas été reconnu par le royaume d'Italie ni, par la suite, par la République italienne.

## Degrés
À sa fondation, l'Ordre était divisé en cinq grades habituels :
- Chevalier de Grand-croix
- Grand Officier
- Commandeur
- Officier
- Chevalier

Ces grades pouvaient être accordés dans la classe civile ou militaire.
En août 1942, certains changements ont été apportés avec le doublement du grade de Chevalier Grand-Croix comme suit:
- Chevalier ou Grand-croix, Classe Or
- Chevalier ou Grand-croix, Classe Argent[4].

et avec l'institution de deux médailles du mérite, une d'argent et une de bronze.
En résumant les principaux changements de rang, on peut retracer ce schéma :
14 mars - 24 août 1942 (royaume d'Italie)
- Chevalier de Grand-croix
- Grand Officier
- Commandeur
- Officier
- Chevalier

24 août 1942 - 5 octobre 1944 (royaume d'Italie)
- Chevalier de Grand-croix d'Or
- Chevalier de Grand-croix d'argent
- Grand Officier
- Commandeur
- Officier
- Chevalier
- Médaille d'argent
- Médaille de bronze

2 mars 1944 - 28 avril 1945 (République sociale italienne)
- Chevalier de Grand-croix
- Grand Officier
- Commandeur
- Officier
- Chevalier
- Médaille d'argent
- Médaille de bronze

## Décoration

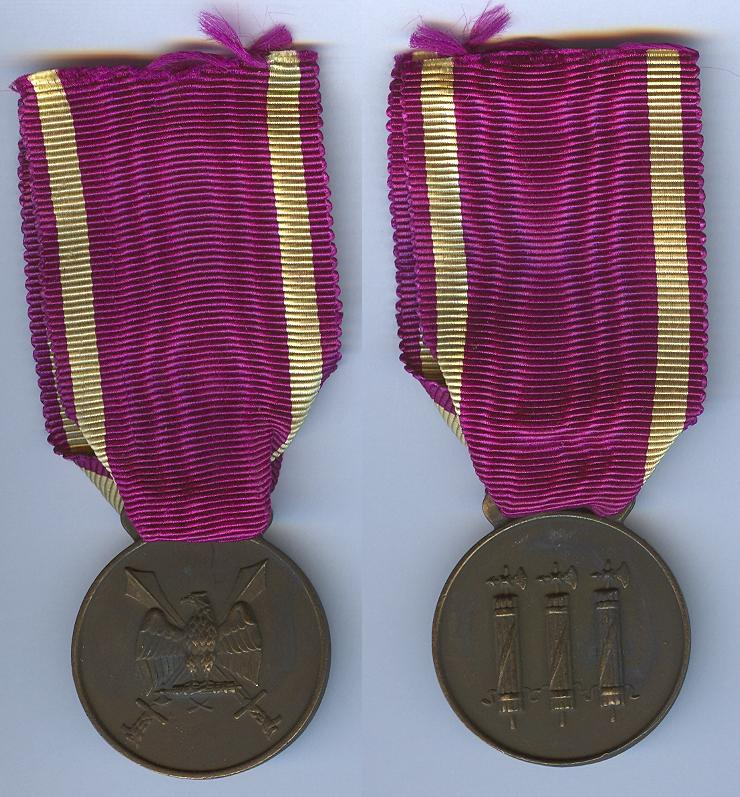
Médaille de bronze du mérite (classe militaire). Décoration de la période R.S.I.

L'insigne de l'ordre de l'Aigle romain du royaume d'Italie était généralement composé de l'aigle de Savoie, chargé d'un bouclier, sur un fond bleu. Elle était montée sur les croix des chevaliers, officiers, commendataires et grands officiers, tandis qu'elle était sous forme de plaque sur les grandes croix.
L'ordre de l'Aigle romain de la République sociale italienne a remplacé l'aigle savoyard par celui de l'aigle fasciste, tandis que trois faisceaux républicains figuraient au revers de la décoration.
Les médailles en argent ou en bronze, n'étaient pas émaillées.
Les distinctions militaires se distinguaient des distinctions civiles par la présence de deux épées croisées derrière la médaille.
- Médaille du mérite (argent et bronze) : la médaille mesure 32 mm de diamètre.
- Chevalier : la croix mesure 35 mm et est accrochée au ruban et portée sur le côté gauche de la poitrine.
- Officiers : la croix est identique à celle d'un Chevalier, à l'exception de la présence d'une rosette cousue sur le ruban.
- Commandeur : la croix mesure 50 mm et est suspendue à un ruban à nouer autour du cou.
- Grand Officier : la croix a les mêmes caractéristiques que la croix de commandeur. En plus de la citation, il y a une plaque avec une étoile à quatre branches de 65 mm de diamètre.
- Chevalier de Grand-croix (or et argent) : la croix mesure 50 mm et est suspendue à une ceinture portée sur l'épaule, de droite à gauche. En plus de l'ouvrant, il y a une plaque d'étoile à huit branches de 80 mm de diamètre.

|                    |                   |                              |                             |
| Rubans             |                   |                              |                             |
| Médaille de Bronze | Médaille d'Argent | Chevalier 152 récipiendaires | Officier 148 récipiendaires |

|                              |                                  |                                                     |                                                |
| Rubans                       |                                  |                                                     |                                                |
| Commandeur 92 récipiendaires | Grand Officier 45 récipiendaires | Chevalier de Grand-croix d'Argent 18 récipiendaires | Chevalier de Grand-croix d'Or 2 récipiendaires |

## Source
- (it) Cet article est partiellement ou en totalité issu de l’article de Wikipédia en italien intitulé « Ordine civile e militare dell'Aquila romana » (voir la liste des auteurs).